# Na Batlessa

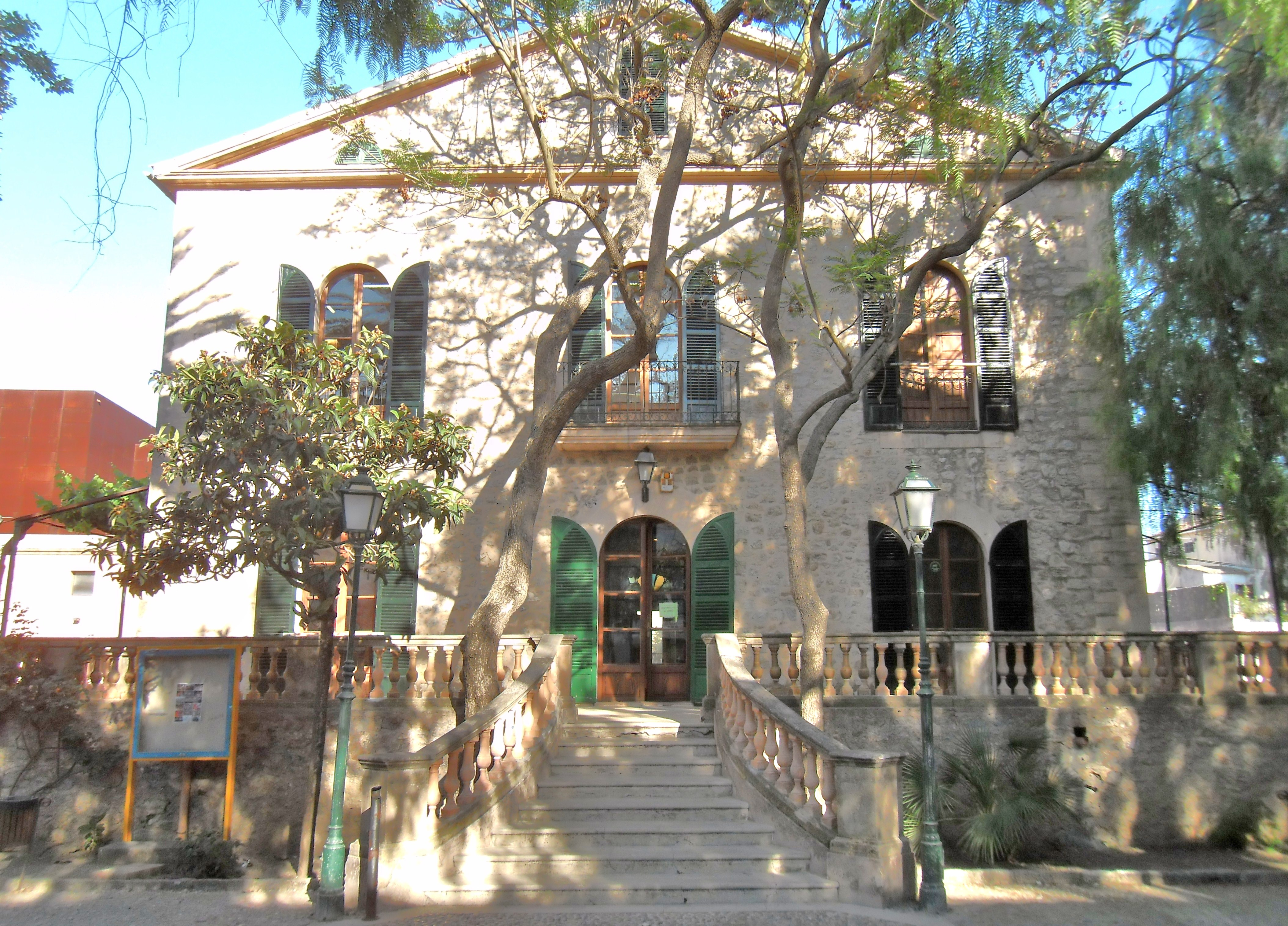
Herrenhaus Na Batlessa

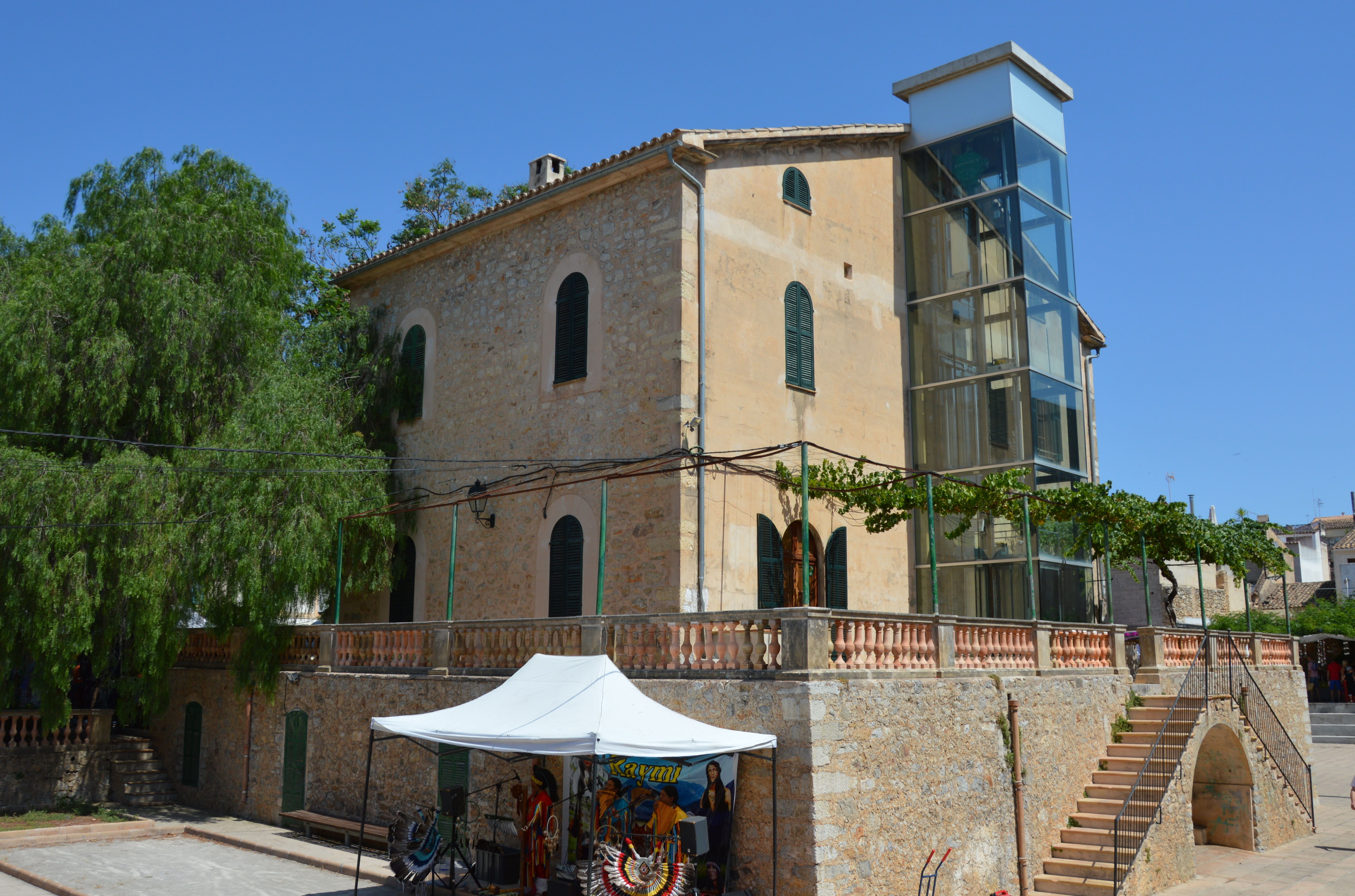
Rückseite von Na Batlessa

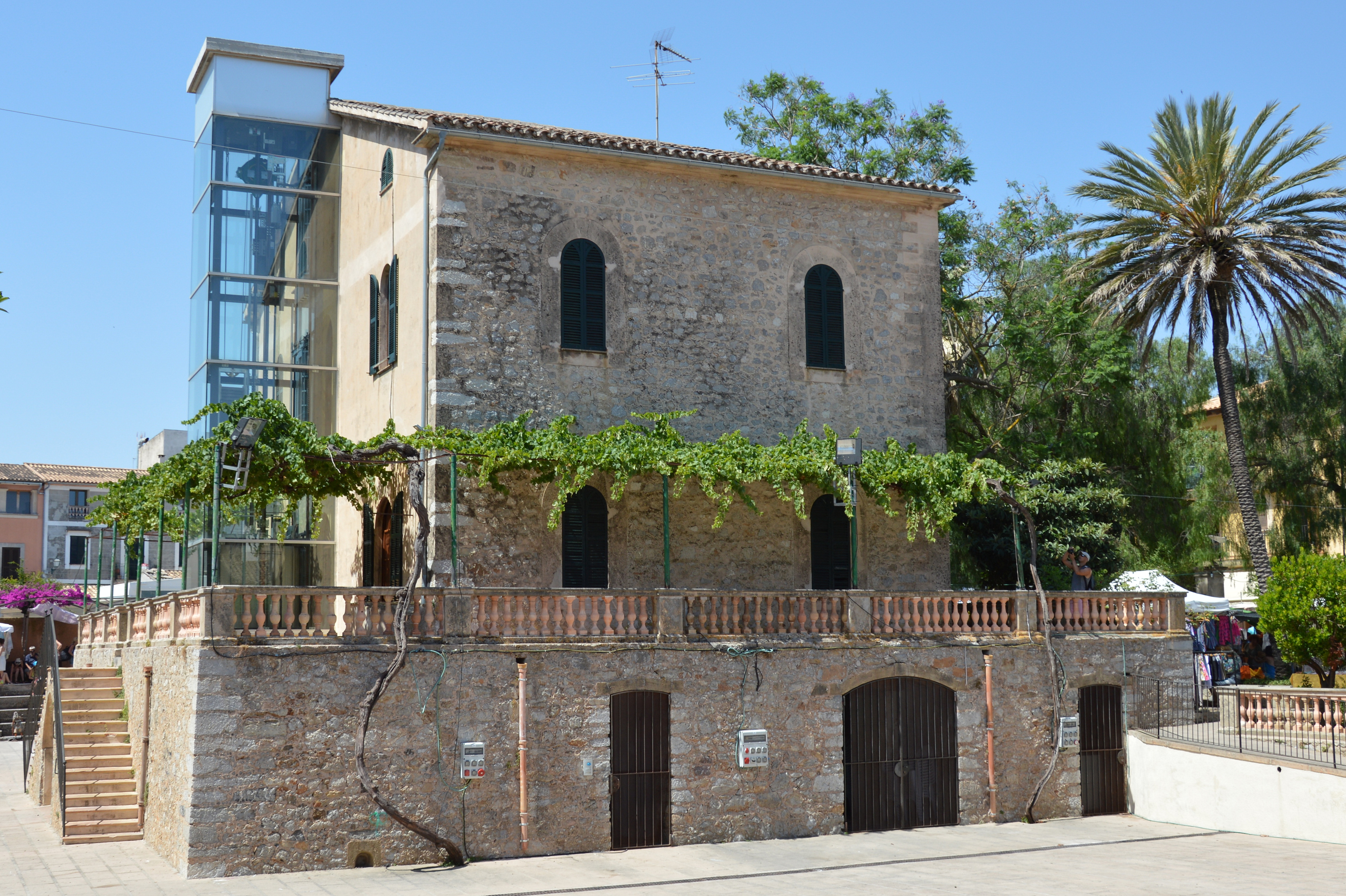
Nordseite

Na Batlessa ist ein als Kulturhaus genutztes Herrenhaus in der spanischen Gemeinde Artà im nordöstlichen Teil der Mittelmeerinsel Mallorca.
Es befindet sich auf der Ostseite der Straße Carrer de Ciutat im südlichen Teil Artàs an der Adresse Carrer de Ciutat 1.

## Architektur und Geschichte
Das Gebäude wurde durch den Katalanen Enric Galiana in den Jahren 1898 bis 1900 errichtet. Galiana war in Amerika zu Reichtum gelangt und zeigte mit dem Neubau nach seiner Rückkehr diesen neu gewonnenen Wohlstand. 
Das Haus zeigt, wie auch Gebäude anderer der als Indianos bezeichneten Rückkehrer, für die Region neue Baustile, die aus den Wirkungsorten in Übersee stammen. Es verfügt über eine geschwungene Treppe, die zum straßenseitigen Eingang des Gebäudes führt. Es besteht eine Beletage mit Balkon.
Im Jahr 1984 stiftete der damalige Eigentümer des Gebäudes, Cristóbal Ferrer, das Haus der Gemeinde Arta. Die Gemeinde richtete Na Batlessa als öffentliches Kulturhaus her. Es wurden die städtische Bibliothek, ein Jugendinformationszentrum und ein Ausstellungssaal eingerichtet. Darüber hinaus befindet sich im Gebäude das Archiv des Malers Miquel Barceló.
Im ehemaligen großen Garten des Hauses entstand das 2001 eingeweihte Stadttheater Artà.